# Grundfrekvens
Grundfrekvens, betecknas F, är den lägsta naturliga frekvensen för ett oscillerande system.
Grundfrekvensen för GPS är 10,23 MHz. Bärvågsfrekvenserna L1 och L2 är multipler av grundfrekvensen: L1 = 154F = 1575,42 MHz och L2 = 120F = 1227,60 MHz.